# آپر بلک ادی (پنسیلوانیا)
آپر بلک ادی (به انگلیسی: Upper Black Eddy) یک منطقهٔ مسکونی در ایالات متحده آمریکا است که در پنسیلوانیا واقع شده‌است. آپر بلک ادی ۳۹٫۹۳ متر بالاتر از سطح دریا قرار دارد.